# Mühldorf am Inn járás
Mühldorf am Inn járás egy járás Bajorországban. Mühldorf am Inn járás Altötting, Traunstein, Ebersberg, Rosenheim, Erding, Landshut, Rottal-Inn, Vilsbiburg, Eggenfelden és Wasserburg járásokkal határos. Lakosainak száma 92 882 fő (1987. május 25.).

## Népesség
A járás népessége az elmúlt években az alábbi módon változott:
| Lakosok száma | 29 636 | 36 783 | 41 653 | 60 727 | 83 915 | 107 363 | 109 227 | 112 034 | 113 222 | 115 250 |
|               | 1871   | 1900   | 1925   | 1961   | 1970   | 2012    | 2013    | 2015    | 2016    | 2019    |